# Pismo dziełowe
Pismo dziełowe (żarg. chlebowe, ang. body face, book face; niem. Brotshrift, Werkschrift lub Textschrift) – krój pisma drukarskiego używany do składania tekstów ciągłych, głównie w książkach. Odznaczają się czytelnością, jasną i prostą strukturą graficzną, brakiem zbędnych ozdobników. Są to najczęściej kroje dwuelementowe szeryfowe. Niektóre kroje mają specjalne odmiany przeznaczone do składu długich tekstów, np. Century Schoolbook, Zapf Book.

## Budowa liter pism dziełowych
Chociaż różnorodność kształtu liter jest dla wielu czytelników niedostrzegalna, elementy budowy liter mają duży wpływ na czytelność pisma. Przykładowo wyrazy złożone wyłącznie majuskułami (wersalikami) są odczytywane wolniej, ponieważ nie posiadając wydłużeń dolnych i górnych, nie mają charakterystycznego kształtu, który pozwalałby na szybkie rozpoznanie liter. Równie ważna jest drukowność, czyli dostosowanie kształtu liter do jakości druku i podłoża, które ma być zadrukowywane. Andrzej Tomaszewski wymienia następujące elementy budowy liter jako znaczące dla czytelności i drukowności pisma:
- wydłużenia górne i dolne – bardziej czytelne są litery o wydłużeniach sięgających relatywnie wysoko lub nisko w stosunku do podstawowej linii pisma,
- światło wewnętrzne liter (punca, oko) – większe oczko liter jest z reguły bardziej czytelne i bezpieczniejsze dla druku,
- kontrast między grubszymi a cieńszymi elementami liter – włosowe kreski są podatne na niszczący wpływ procesów technologicznych podczas drukowania oraz mogą stracić wyraźność na podłożu o gorszej jakości; najbezpieczniejsze są pisma o łagodniejszym cieniowaniu kreski liter. (mniejszym kontraście grubości kresek)

## Przykłady pism dziełowych

Garamond

Myriad

- Apollo
- Baskerville
- Bembo
- Calson
- Centenial
- Excelsior
- Garamond
- Mendoza
- Minion
- Modern
- Myriad
- New Century
- Optima
- Palatino
- Plantin
- Res Publica
- Serif
- Slimbach
- Stone Snas
- Syntax
- Times New Roman
- Utopia
- Walbaum